# NGC 7184
NGC 7184 é uma galáxia espiral barrada (SBc) localizada na direcção da constelação de Aquarius. Possui uma declinação de -20° 48' 45" e uma ascensão recta de 22 horas, 02 minutos e 39,9 segundos.
A galáxia NGC 7184 foi descoberta em 28 de Outubro de 1783 por William Herschel.